# Nelson Riddle
Nelson Smock Riddle, Jr. (Oradell (New Jersey), 1 juni 1921 – Los Angeles (California), 6 oktober 1985) was een Amerikaanse bandleider en arrangeur.
Zijn carrière strekte zich uit van het einde van de jaren veertig tot het begin van de jaren tachtig van de 20e eeuw. Riddle is waarschijnlijk het bekendst vanwege zijn samenwerking met het platenlabel Capitol Records in de jaren vijftig, als arrangeur en begeleider van vele beroemde solisten als Frank Sinatra, Dean Martin, Nat King Cole, Judy Garland, Peggy Lee, Louis Prima en Keely Smith.
Hij schreef het thema voor de televisieserie Route 66. 
Voor een uitgebreide discografie, zie het artikel Discografie van Nelson Riddle. 